# Antonio López Nieto
Antonio López Nieto (né le 25 janvier 1958) est un arbitre international espagnol de football.

## Carrière internationale
En coupe d'Europe, il a notamment arbitré trois finales de Coupe UEFA : en 1995, 1998 et 2000
Il est sélectionné pour arbitrer durant l'Euro 1996. Il y arbitre la rencontre République tchèque-Italie puis le quart-de-finale France-Pays-Bas.
Sélectionné pour la Coupe du monde 2002, il a officié durant le match Cameroun-Allemagne, match où il distribue 16 cartons jaunes.

## Dénonciation d'une tentative de corruption
En 1995, il accuse les dirigeants du Dynamo Kiev d'avoir tenté de le corrompre à l'occasion d'un match de Ligue des Champions contre le Panathinaïkos. L'UEFA suspend le Dynamo de toute compétition européenne pendant deux saisons, sanction réduite à un an en appel.